# Omar ibne Hafeçune

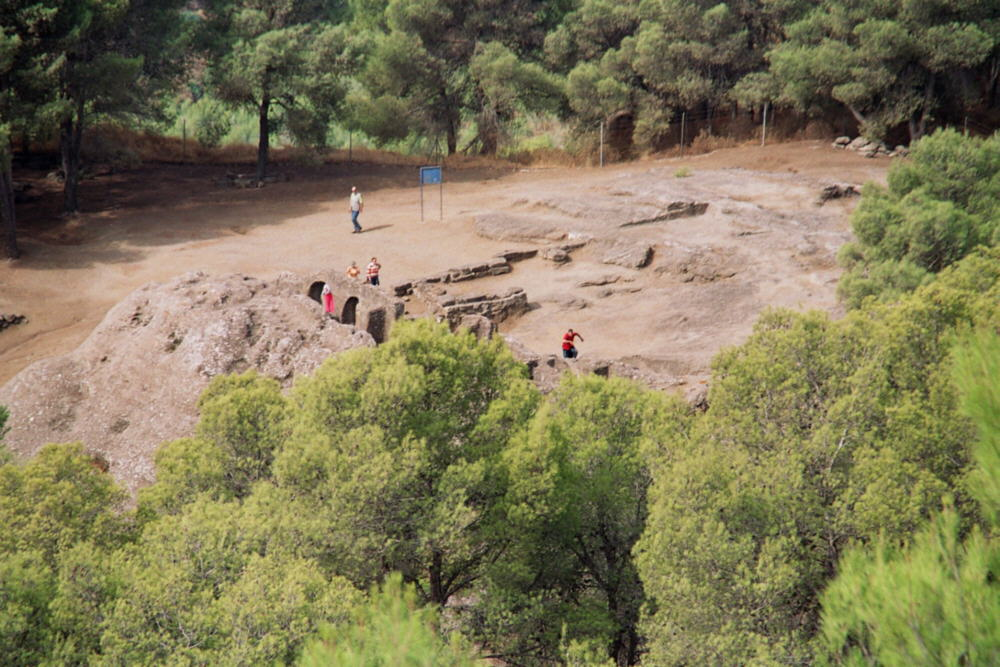
Ruínas de Bobastro, a capital de Omar ibne Hafeçune

Omar ibne Hafeçune ibne Jafar ibne Salim (em árabe: عمر بن حَفْصُون بن جعفر بن سالم; romaniz.: Umar ibn Hafsūn ibn Ya`far ibn Sālim), conhecido na historiografia espanhola como Omar ibne Hafeçune (850? — Bobastro, 918) foi um guerrilheiro andalusino (do Alandalus) de origem hispano-goda que organizou e liderou uma rebelião entre 880 e 918 contra o emirado omíada de Córdova. Na última fase da sua rebelião fez-se batizar, recebendo o nome cristão de Samuel em 899.

## Origens
Omar ibne Hafeçune nasceu na região de Parauta, situado na parte oriental da atual província de Málaga durante o emirado independente de Córdova. A sua terra natal situava-se no Vale do Genal, faz atualmente parte da comarca da Serrania de Ronda, provavelmente no local chamado "La Torrecilla". Fazia parte de uma família de proprietários rurais muçulmanos descendente de nobres visigodos. Um dos seus avôs tinha-se convertido ao islão, o que fazia de Omar um muladi, isto é, um descendente de cristãos convertidos ao islão, e não um moçárabe (hispano-godos que continuaram cristãos sob o domínio muçulmano). Assim, do ponto de vista dos muçulmanos ele era um converso e do ponto de vista dos cristão era um renegado.
Segundo o historiador Isidro García Cigüenza, a origem do nome de família de Omar era Hafes e a este juntou-se o sufixo "un", que entre os árabes era distintivo de nobreza, dando assim origem a Hafeçune.
Nada se sabe da mãe de Omar. Do pai sabe-se que morreu nas garras de um urso. Dos seus irmãos sabe-se que um se chamava Aiube e outro Jafar. Nasceu na alcaria que os seus pais tinham em Parauta, embora os habitantes do município vizinho de Júzcar reclamem que ele era seu conterrâneo. A controvérsia deve-se ao facto da alcaria dos Hafeçunes ser conhecida como alcaria de Torrichela e se encontrar junto ao castelo de Autha, que deu origem ao topónimo atual de Parauta mas atualmente faz parte do município de Júzcar.

## Vida como fugitivo

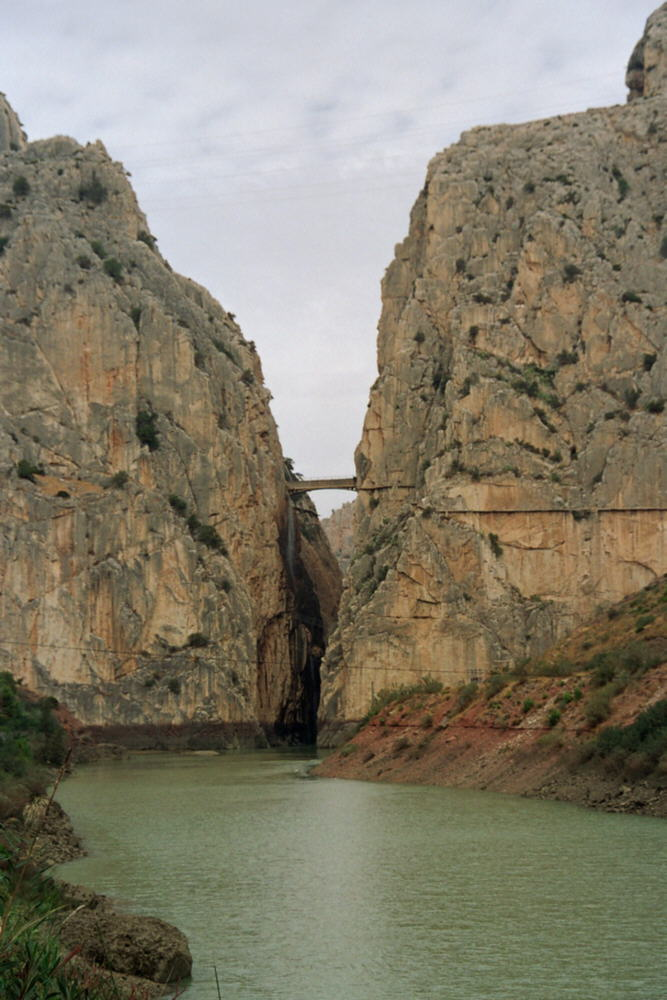
Desfiladeiro dos Gaitanes, na serra do Alto Guadalhorce, região onde Omar ibne Hafeçune se refugiou na juventude

A causa para Omar se ter tornado um rebelde está ligada, segundo o escritor Jorge Alonso García, a um incidente ocorrido quando descobriu que um pastor berbere roubava gado ao seu avô Jafar ibne Salim. Omar enfrentou o ladrão e matou-o. Após este assassinato, Omar teve que esconder-se na serra do Alto Guadalhorce (Desfiladeiro dos Gaitanes), refugiando-se nas ruínas de um velho castelo que é identificado como o inexpugnável Bobastro, no norte da atual província de Málaga, pois sabia que iria ser perseguido pelos justiceiros berberes.
Juntamente com outros foragidos como ele, começou a roubar por todas as coras de Raia e de Tacorona até que foi capturado pelo uáli de Málaga. Desconhecendo o assassinato do pastor, o uáli limitou-se a mandar açoitá-lo. Omar decidiu então fugir para o Norte de África, instalando-se em Tahart como aprendiz de alfaiate até que, incentivado por outro muladi, decidiu voltar em 880, aproveitando o caos crescente no Alandalus.

## Senhor de Bobastro
Com o apoio do seu tio Almoadir conseguiu reunir um grupo de moçárabes, muladis e inclusivamente berberes descontentes com a aristocracia dominante de origem árabe. Dando mostras de grandes dotes de estratégia militar que seriam depois comprovados numa série de contendas, Omar começou por reforçar e melhorar as condições de defesa do castelo de Bobastro, tornando-o praticamente inexpugnável, pois durante mais de quarenta anos resistiu aos ataques dos Omíadas.
As suas hostes tornaram-se muito poderosas e numerosas e lutavam com grande valentia, em clara rebeldia contra o poder dos emires de Córdova. A sua soldadesca chamava-lhe carinhosamente "o capitão do nariz grande". Por onde passavam, as gentes aclamavam Omar e os seus homens, o que levou o emir Maomé I de Córdova a conceder-lhe o perdão e a recrutá-lo para o seu serviço como guarda pessoal. Participou com o general Haxime ibne Abedalazize em duras batalhas, como a de Pancorbo, onde demonstrou a sua bravura face ao inimigo.

Territórios controlados por Omar ibne Hafeçune no auge do seu poder

Mas longe vez de obter reconhecimento pelo seu valor e o dos seus homens, Omar era desprezado e insultado pelos altos mandatários do emirado, chegando até a faltar-lhe comida ou a darem-lhe alimentos em más condições. Voltou então a revelar-se e conquistou um extenso território.
A supremacia militar de Omar mostrou-se imparável, apoderando-se de fortalezas como as de Autha, Comares e Mijas. O emir Almondir I, filho de Maomé, enviou o seu exército para recuperar os territórios perdidos, mas apenas lograram retomar Iznájar em 888, pelo que o emir decide comandar pessoalmente as suas tropas e assedia Archidona, onde os muladis se rendem e os defensores moçárabes são executados. O mesmo ocorre em Priego, que também é reconquistada pelos Omíadas.
Depois destas vitórias o emir montou cerco a Bobastro, o que levou ibne Hafeçune a procurar a paz assinando um pacto com o rei. Nos termos deste acordo, Omar rendia-se em troca duma amnistia, mas rompeu a trégua quando o emir se retirava, pelo que Almondir retomou o cerco; entretanto adoece e morre, sendo sucedido pelo seu irmão Abdalá.
Durante o reinado de Abedalá sucederam-se várias rebeliões internas no Alandalus. Omar ibne Hafeçune aproveitou para fazer alianças com outros rebeldes e tomar Estepa, Osuna e Écija em 889. Baena também foi conquistada, massacrando os seus defensores, o que levou a que Priego e o resto da região Subética se rendesse sem luta. As tropas de Omar fazem incursões perto da capital, Córdova. Omar controlava então um vasto estado, que se estendia desde Elvira e Xaém a oeste até à região de Sevilha a oeste, chegando quase até Córdova. No auge do seu poder, Omar ibne Hafeçune dominava o que são hoje as províncias de Málaga e Granada, onde o emirado acabou por ter que reconhecê-lo como governador, e tinha também intensas relações com os rebeldes de Xaém. Na sua luta contra os Omíadas foi apoiado sobretudo pelos berberes e moçárabes.

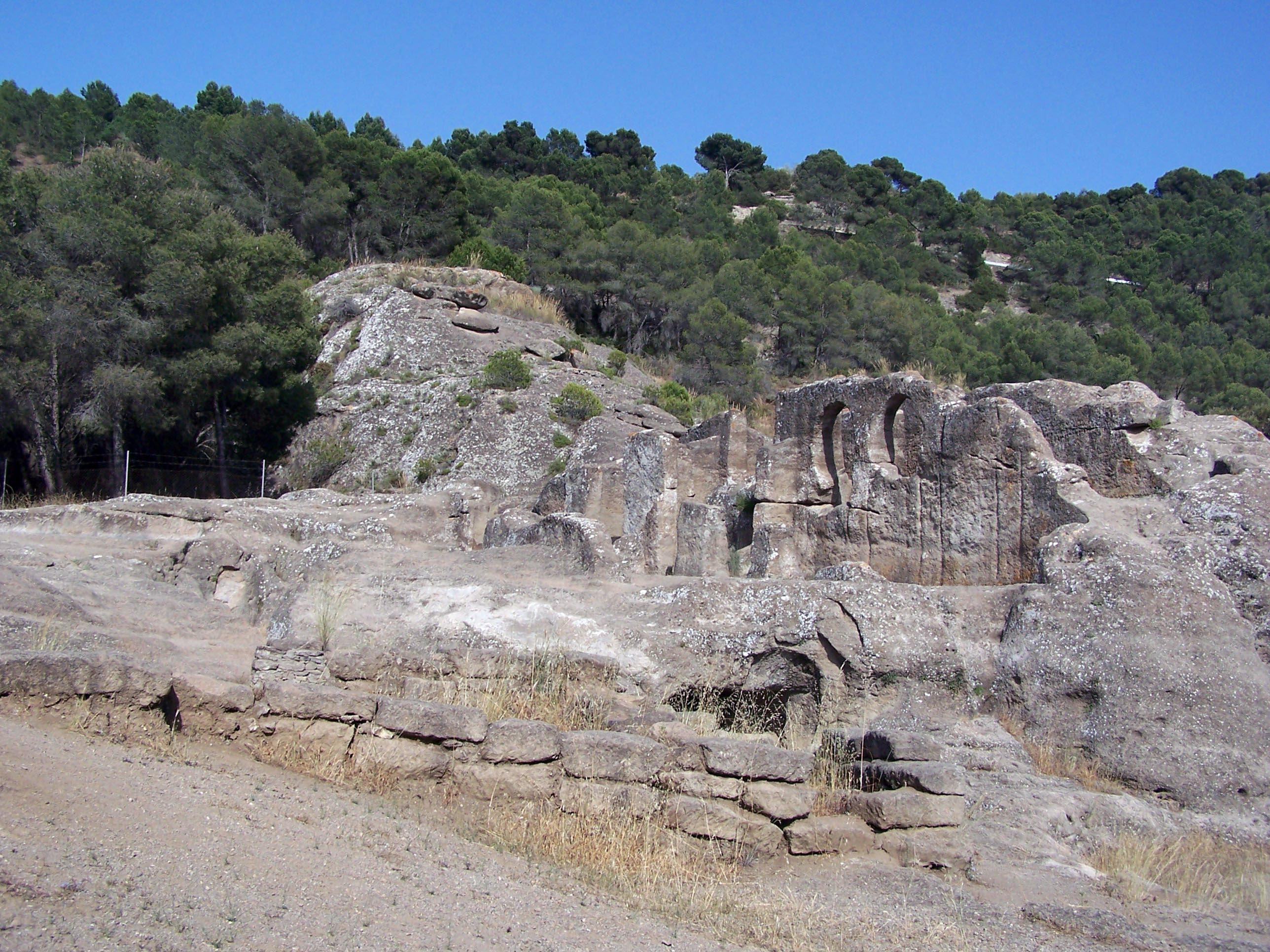
Igreja rupestre de Bobastro

Também estabeleceu contactos com Ifríquia (Tunísia e Líbia), inicialmente com os Aglábidas e depois com os vencedores destes, os fatímidas. Teve também relações com Badajoz e Saragoça. Ao mesmo tempo instala um bispo cristão em Bobastro, onde constrói uma igreja, e converte-se ao cristianismo em 899 adotando o nome de Samuel. Tentou ainda que o seu estado fosse reconhecido pelo rei asturiano Afonso III (r. 866–910).
O emirado conseguiu isolá-lo em grande medida formando uma coligação com os Banu Cassi, uma importante família muladi basca da Marca Superior. Abedalá derrotou Omar a 16 de maio de 891 em Poley (nome árabe de Aguilar de la Frontera), situada no que é atualmente o sul da província de Córdova, uma derrota que marcou o início do seu declínio. O seu batismo causou a diminuição do número de partidários, mas continuou a lutar a partir da sua fortaleza de Bobastro até à sua morte em 917. O seu filho Solimão conseguiu manter Bobastro contra Abderramão III até 928. A rebelião foi finalmente reprimida e o clã dos Hafeçunes teve que partir para o exílio. A filha de Omar, Santa Argentea, é recordada pela Igreja Católica como virgem e mártir.